# Parlamentswahl in Kasachstan 2016
Die vorgezogene Parlamentswahl in Kasachstan 2016 fand am 20. März 2016 statt. Gewählt wurden 98 Mitglieder der Mäschilis, dem Unterhaus des kasachischen Parlaments. Die OSZE stellte fest, dass die Wahl demokratische Standards nicht erfüllte.

## Parteien
Zur Parlamentswahl traten insgesamt sechs Parteien an. Die Präsidentenpartei Nur Otan, die Demokratische Partei Aq Jol, die Kommunistische Volkspartei Kasachstans, die Demokratisch Patriotische Volkspartei Auyl, die Nationale Sozialdemokratische Partei und die Partei Birlik. Ak Schol und die Kommunistische Volkspartei Kasachstans werden als regierungstreu eingestuft.

## Ergebnis
Ergebnis:
| Partei                          | Partei                                                           | Stimmen   | Anteil   | Sitze | Insgesamt 98 Sitze - KVK: 7 - Nur Otan: 84 - Ak Schol: 7 |
|                                 | Nationaldemokratische Partei „Nur Otan“ („Licht des Vaterlands“) | 6.183.757 | 82,20 %  | 84    | Insgesamt 98 Sitze - KVK: 7 - Nur Otan: 84 - Ak Schol: 7 |
|                                 | Demokratische Partei Aq Jol („Erleuchteter Pfad“)                | 540.406   | 7,18 %   | 7     | Insgesamt 98 Sitze - KVK: 7 - Nur Otan: 84 - Ak Schol: 7 |
|                                 | Kommunistische Volkspartei Kasachstans (KVK)                     | 537.123   | 7,14 %   | 7     | Insgesamt 98 Sitze - KVK: 7 - Nur Otan: 84 - Ak Schol: 7 |
|                                 | Demokratisch Patriotische Volkspartei Auyl („Dorf“)              | 151.285   | 2,01 %   | 0     | Insgesamt 98 Sitze - KVK: 7 - Nur Otan: 84 - Ak Schol: 7 |
|                                 | Nationale Sozialdemokratische Partei (Asat)                      | 88.813    | 1,18 %   | 0     | Insgesamt 98 Sitze - KVK: 7 - Nur Otan: 84 - Ak Schol: 7 |
|                                 | Birlik                                                           | 21.484    | 0,29 %   | 0     | Insgesamt 98 Sitze - KVK: 7 - Nur Otan: 84 - Ak Schol: 7 |
| ungültige Stimmen               | ungültige Stimmen                                                | 43.282    |          |       | Insgesamt 98 Sitze - KVK: 7 - Nur Otan: 84 - Ak Schol: 7 |
| Gesamt (Wahlbeteiligung 77,1 %) | Gesamt (Wahlbeteiligung 77,1 %)                                  | 7.566.150 | 100,00 % | 98    | Insgesamt 98 Sitze - KVK: 7 - Nur Otan: 84 - Ak Schol: 7 |